# Подгощский район
Подгощский район — административно-территориальная единица в составе Ленинградской области РСФСР с центром в селе Подгощи, существовавшая в 1927—1931 годах.
Подгощский район в составе Новгородского округа Ленинградской области был образован в августе 1927 года из 7 сельсоветов Подгощской волости, 5 с/с Коростынской волости и части Городецкой волости (все волости входили в Старорусский уезд Новгородской губернии).
Всего было образовано 12 с/с: Бурегский, Веряжский, Взглядовский, Горцевский, Корчищский, Любынский, Новодеревенский, Панютинский, Перетерский, Подгощский, Псижский, Угловский.
В ноябре 1928 года были упразднены Взглядовский, Корчищский, Новодеревенский и Панютинский с/с. Одновременно был образован Витонский с/с.
20 сентября 1931 года Подгощский район был упразднён, а его территория в полном составе включена в Старорусский район.